# قلعه بویار

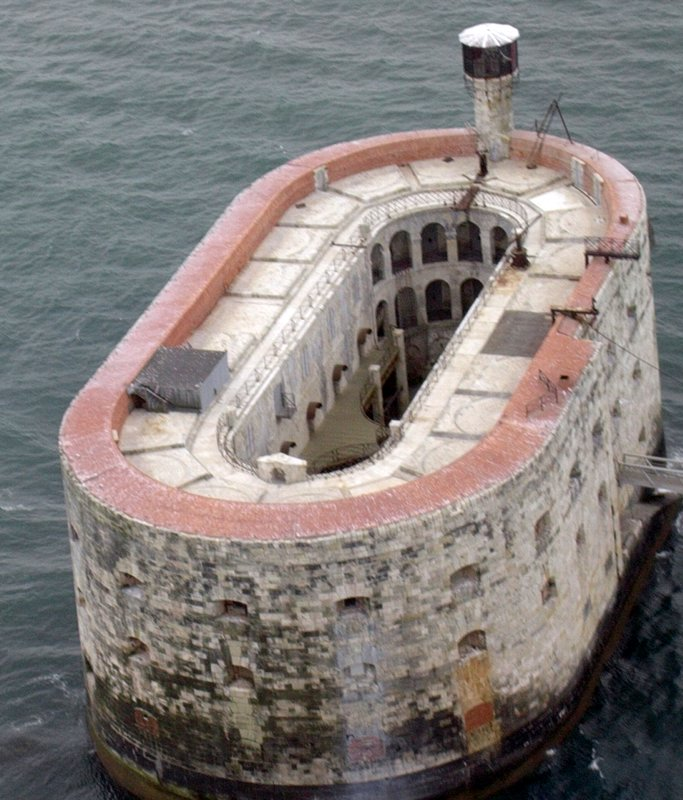
قلعه بویار.

قلعه بویار (به فرانسوی: Fort boyard) دژی است در میان دریا واقع در تنگه پرتوئی دانتیوک (Pertuis d'Antioche ) فرانسه.
از این دژ میان سال‌های ۱۸۵۷ تا ۱۹۱۳ استفاده می‌شد.
ساخت این دژ در سال ۱۸۰۱ یعنی در زمان ناپلئون و برای دفاع از کرانه فرانسه آغاز شد.
ولی پس از پایان ساخت آن، برد توپخانه‌ها نیز به مقداری افزایش یافته‌بود که این قلعه برای دفاع ساحلی ارزشی نداشت.
از سال ۱۹۸۸ این دژ را بازسازی کرده‌اند و به عنوان صحنه یک بازی تلویزیونی به نام فورت بویار از آن بهره می‌گیرند.